# XVIII Mostra de Cinema Llatinoamericà de Catalunya
La XVIII Mostra de Cinema Llatinoamericà de Catalunya va tenir lloc a Lleida entre el 23 i el 30 de març de 2012. Fou organitzada pel Centre Llatinoamericà de Lleida amb el suport del Patronat de Turisme de la Paeria de Lleida i la col·laboració de la Fundació "la Caixa", la Universitat de Lleida, l'Instituto de Cooperación Iberoamericana, el Ministeri d'Assumptes Socials d'Espanya, la Casa de América i la Casa Amèrica Catalunya. Les projeccions es van fer a La Llotja de Lleida, al CaixaForum Lleida o l'Espai Funàtic.
En aquesta edició es van projectar 60 pel·lícules (un 25 % menys que l'any anterior) de 14 països, d'elles 11 operes primes i 14 estrenes a Espanya, així com les dues retrospectives Cinema mexicà i literatura i Cantinflas, 100 anys; es va homenatjar Jordi Dauder i es van atorgar ela premia d'honor a Jaume Balagueró i Eduardo Blanco, el premi Àngel Fernández-Santos a Antonio Llorens Sanchis i Marcelo Aparicio i el premi Jordi Dauder a Agustí Villaronga. El pressupost d'aquesta edició era de 203.294 euros. Com a activitat paral·lela es va fer l'exposició Carles Fontserè, Ciutat de Mèxic, 1966-1967.

## Pel·lícules exhibides

### Llargmetratges de la selecció oficial
- 03:34 Terremoto en Chile de Juan Pablo Ternicier [7]
- Días de gracia d'Everardo Gout
- El estudiante de Santiago Mitre
- Un amor de Paula Hernández
- Verdades verdaderas de Nicolás Gil Lavedra
- El campo d'Hernán Belón
- El rumor de las piedras d'Alejandro Bellame Palacios
- Entre la noche y el día de Bernardo Arellano
- Eu Receberia as Piores Notícias dos Seus Lindos Lábios de Beto Brant
- Juan y Eva de Paula de Luque
- Pescador de Sebastián Cordero /
- Reus d'Eduardo Piñeiro, Pablo Fernández i Alejandro Pi /

### Retrospectiva "Cinema mexicà i literatura"
- Santa (1932) d'Antonio Moreno[8]
- Doña Bárbara (1943) de Fernando de Fuentes i Miguel M. Delgado
- Rosa blanca (1961) de Roberto Gavaldón
- Pedro Páramo (1966) de Carlos Velo
- Los albañiles (1976) de Jorge Fons

### Cantinflas, 100 anys
- Ahí está el detalle (1940) de Juan Bustillo Oro
- El analfabeto (1961) de Miguel M. Delgado
- El padrecito (1964) de Miguel M. Delgado
- Su Excelencia (1967) de Miguel M. Delgado

## Jurat
El jurat era format pels sociòlegs Armand Mattelart i Michèle Mattelart, la periodista de France Press Kelly Velásquez, el periodista Emilio Mayorga i el director Settimio Presutto.

## Premis
Els premis atorgats en aquesta edició foren:
| Categoria                                           | Premiat                                  | Treball                 |
| --------------------------------------------------- | ---------------------------------------- | ----------------------- |
| Millor llargmetratge (Premi AECID)                  | El estudiante                            | Santiago Mitre          |
| Premi del Públic                                    | Verdades verdaderas                      | Nicolás Gil Lavedra     |
| Millor director                                     | Everardo Gout                            | Días de gracia          |
| Millor opera prima                                  | 03:34 Terremoto en Chile                 | Juan Pablo Ternicier    |
| Millor actor                                        | Esteban Lamothe                          | El estudiante           |
| Millor actriu                                       | Rossana Fernández                        | El rumor de las piedras |
| Millor guió (Premi Casa Amèrica Catalunya)          | Entre la noche y el día                  | Bernardo Arellano       |
| Millor documental                                   | Abuelos                                  | Carla Valencia Dávila   |
| Premi Radio Exterior de España al millor documental | El lugar más pequeño                     | Tatiana Huezo           |
| Menció al documental                                | 75 habitantes, 20 casas, 300 vacas       | Fernando Domíguez       |
| Millor curtmetratge                                 | A Fábrica                                | Aly Muritiba            |
| Menció al curtmetratge                              | They Say (Dicen)                         | Alauda Ruiz de Azúa     |
| Premi Ángel Fernández-Santos                        | Antonio Llorens Sanchis Marcelo Aparicio |                         |
| Premi d'Honor                                       | Jaume Balagueró Eduardo Blanco           |                         |
| Premi Jordi Dauder                                  | Agustí Villaronga                        |                         |